# Macrognathus aral
Macrognathus aral — вид злитнозяброподібних риб родини Хоботорилі (Mastacembelidae).

## Поширення
Вид поширений у  Південній Азії. Ареал виду включає Індію, Пакистан, Непал, Бангладеш, М'янму. Мешкає у всіх річкових системах Індійського субконтиненту.

## Опис
Тіло завдовжки 63,5 см.

## Спосіб життя
Мешкає у повільних та стоячих водоймах. Знайдено в прісних і солонуватих водах, у дельтах великих річок, ставках, повільних і плавних річках з гуртом рослинністю на рівнинах. Полюбляє місцини з мулистим дном. Можливо поширена на рисових полях. Нічний хижак, живиться комахами і хробаками. Після спарювання, ікра відкладаються шляхом приєднання до водоростей.